# 筑後軌道
筑後軌道（ちくごきどう）は、福岡県久留米市と大分県日田市を結んでいた軌道線。

## 概要
久留米-日田間を鉄道で結ぶ計画は1899年（明治32年）に西洲鉄道（久留米-豆田間28哩24鎖、資本金250万円）の計画があったが不況により停滞していた。このため見切りをつけた発起人達は建設費の廉価な馬車鉄道に方針を変更した。1901年（明治34年）10月18日出願し、1902年（明治35年）5月10日に特許状が下付された。浮羽郡、三井郡の素封家たちにより会社を設立。商号は吉井馬車鉄道としたが、筑後馬車鉄道に改められ1903年（明治36年）10月吉井町 - 田主丸間が開業しその後徐々に延長し豆田まで開通したのは1916年（大正5年）のことであった。
当初は県道上に馬車軌道を敷設しただけの簡素なものだったが、後に石油発動車（焼玉エンジン動力の小型石油機関車、通称「駒吉機関車」）を使用した軽便鉄道に変わった。1911年（明治44年）の時点で同社は、この小型機関車を47両も保有するようになっており、鉄道の内燃動力化の先駆例と言えるが、わずか5 - 7馬力ほどの低出力で客車1両を牽引できるに過ぎず、騒音が激しい上に故障も多く、使いにくい車両であったという。そのため小型の蒸気機関車に置き換えられ、廃止時では2両をのこすのみとなった。
その後、蒸気機関車によるばい煙その他の理由により、大正時代には、起点となる久留米側の一部区間が電化され、路面電車になっている。そのため久留米における軌道が敷かれていた道の呼称も、「馬鉄通り」から「電車通り」へと変化した。
1928年（昭和3年）に鉄道省によって並行して久大本線が敷設されたため、補償を受ける形で廃線となり、1929年（昭和4年）に会社解散、1932年（昭和7年）に清算となった。
なお会社は軌道線の廃止後、西久大運送（現・西久大運輸倉庫）という貨物運送会社と、連絡自動車というバス会社とに分割された。その後、連絡自動車は1939年（昭和14年）に西日本鉄道の前身の九州鉄道へ統合された。

### 路線データ
1925年当時
- 路線距離：総延長51.5km
  - 本線：久留米 - 豆田間46.0km
  - 支線：縄手 - 豆津1.0km、国道 - 国分 - 御井町間・千本杉 - 御井町間3.7km、樺目 - 草野間1.8km
- 軌間：914mm
- 複線区間：久留米市街区間の一部
- 電化区間：久留米 - 千本杉、国道 - 国分 - 御井町 - 千本杉間（直流600V）
  - 千本杉変電所、電動発電機（交流側380V直流側600V）直流側の出力200kW、常用1予備1[11]

## 運行概要
1925年当時
- 運行本数：久留米 - 豆田間3時 - 20時台に25往復、久留米 - 下吉井間1往復、樺目 - 草野間及び電車区間20 - 40分間隔
- 所要時間：久留米 - 豆田間に3時間25分

## 歴史
- 1903年（明治36年）10月25日 吉井町（後、下吉井） - 田主丸（後、下田主丸）間で筑後馬車鉄道営業開始
- 1904年（明治37年）
  - 2月16日 田主丸 - 善導寺間開業
  - 7月6日 善導寺 - 東久留米（後、国道）開業
  - この年、石油発動車使用開始
- 1905年（明治38年）12月18日 東久留米 - 縄手間開業
- 1906年（明治39年）
  - 2月 動力を石油発動車に切り替え
  - 12月5日 縄手 - 久留米駅間開業
- 1907年（明治40年）7月 筑後軌道と改称
- 1909年（明治42年）
  - 1月12日 国道 - 国分間支線開業
  - 3月1日 縄手 - 豆津間、 縄手 - 瀬ノ下間支線開業
- 1910年（明治43年）
  - 5月5日 吉井町 - 下千足間開業
  - 6月 縄手 - 豆津間休止
- 1911年（明治44年）4月1日 下千足 - 保木間開業
- 1912年（大正元年）12月 縄手 - 久留米駅間貨物支線開業
- 1913年（大正2年）
  - 5月24日 国分 - 千本杉間開業
  - 5月25日 保木 - 長渓（長谷）間開業
  - 10月15日 樺目 - 草野間支線開業
- 1914年（大正3年）10月21日 長渓 - 石井間開業[12]
- 1916年（大正5年）5月10日 石井 - 豆田間開業し全通
- 1919年（大正8年）以前 北島 - 御井町間廃止
- 1919年（大正8年）
  - 3月5日 千本杉以西の本線と支線を電化[13]
  - 4月16日 軌道特許状下付（三井郡御井町大鳥居-同町麓間、0.24哩、動力電気）[14]
- 1924年（大正13年）8月1日 国分 - 北島間廃止[15]
- 1927年（昭和2年） 筑後軌道、久留米 - 日田間でバスの運行開始
- 1928年（昭和3年）
  - 2月20日 豆津支線（縄手 - 豆津間）廃止[16]
  - 12月24日 久大本線、久留米駅 - 筑後吉井駅間開業
- 1929年（昭和4年）
  - 3月26日 筑後軌道の全線廃止（久留米市-豆田間、国分支線、御井町支線、草野支線）廃止[17]
  - 3月27日「廃止に対する補償の為公債発行に関する件」公布[18]

## 停留所一覧
1925年頃
（本線）久留米駅 - 縄手 - 荘島 - 中央市場前 - 苧扱川 - 日吉町 - 国道 - 上久留米（五穀神社前） - 七本杉 - 高良川 - 千本杉 - 旗崎 - 追分 - 太郎原 - 津遊川 - 木塚 - 与田 - 善導寺 - 勿体島 - 樺目 - 常持 - 川崎 - 牧 - 唐島 - 門ノ上 - 下田主丸 - 中田主丸 - 上田主丸 - 殖木 - 松原 - 樋ノ口 - 竹重 - 女学校前 - 下吉井 - 札ノ辻 - 上吉井 - 清瀬 - 土取 - 下千足 -上千足 - 隈ノ上 - 松本 - 大石 - 原ノ町 - 保木 - 袋野 - 虹峠 - 長谷 - 加々鶴 - 川下 - 白手橋 - 発電所前 - 石井 - 徳瀬 - 隈 - 豆田
（支線）縄手 - 水天宮 - 豆津
（支線）国道 - 司令部前 - 西野中 - 一丁田 - 国分（ - 北島 - ）御井町 - 千本杉
（支線）樺目 - 矢作 - 草野
（支線）縄手 - 瀬ノ下
（貨物支線）縄手 - 久留米駅
- 一部の停留所は1925年以前に廃止された可能性がある。
- 上久留米→五穀神社前の改称日不明。
- 国分 - 御井町間は1925年以前に廃止。

## 接続路線
1925年当時
- 久留米：鹿児島本線（久留米駅）
- 国道：九州鉄道線（九州鉄道久留米駅）
- 田主丸：両筑軌道

## 輸送・収支実績
| 年度 | 輸送人員（人） | 貨物量（トン） | 営業収入（円） | 営業費（円） | 営業益金（円） | その他益金（円）              | その他損金（円）         | 支払利子（円） |
| ---- | -------------- | -------------- | -------------- | ------------ | -------------- | ----------------------------- | ------------------------ | -------------- |
| 1908 | 872,137        | 20,729         | 103,242        | 70,164       | 33,078         | 利子1,294                     |                          | 2,582          |
| 1909 | 1,256,206      | 20,658         | 115,836        | 71,130       | 44,706         | 利子1,552                     |                          | 3,195          |
| 1910 | 1,524,402      | 20,612         | 130,353        | 85,390       | 44,963         | 利子2,720新株募入割増金53,199 |                          | 4,388          |
| 1911 | 1,625,214      | 44,064         | 156,627        | 89,530       | 67,097         | 利子3,170                     |                          |                |
| 1912 | 1,604,112      | 101,493        | 161,878        | 103,169      | 58,709         | 利子8,943                     |                          | 44             |
| 1913 | 1,907,730      | 47,269         | 186,241        | 125,304      | 60,937         | 利子8,956                     |                          | 1,725          |
| 1914 | 1,915,081      | 43,970         | 189,366        | 116,728      | 72,638         | 利子11,108                    |                          | 9,326          |
| 1915 | 1,732,525      | 65,003         | 184,787        | 96,856       | 87,931         | 利子11,560                    |                          | 32,556         |
| 1916 | 1,820,099      | 62,949         | 221,759        | 121,270      | 100,489        |                               |                          | 28,715         |
| 1917 | 2,178,230      | 82,413         | 301,273        | 190,879      | 110,394        | 自動車1,027                   | 自動車1,295              | 31,270         |
| 1918 | 2,509,776      | 83,688         | 372,219        | 277,301      | 94,918         | 自動車1,934売却益金12,534     | 自動車1,038              | 23,605         |
| 1919 | 3,010,210      | 97,854         | 579,401        | 489,893      | 89,508         |                               |                          |                |
| 1920 | 3,310,998      | 74,743         | 722,080        | 534,676      | 187,404        | 利子2,107                     |                          | 47,544         |
| 1921 | 3,832,030      | 79,052         | 750,248        | 547,932      | 202,316        |                               |                          |                |
| 1922 | 4,064,006      | 92,202         | 796,291        | 484,081      | 312,210        |                               |                          |                |
| 1923 | 4,057,011      | 93,936         | 769,012        | 431,971      | 337,041        |                               | 償却金34,000             | 63,741         |
| 1924 | 4,387,950      | 84,626         | 726,873        | 456,085      | 270,788        | 他事業17,856                  | 他事業12,327償却金17,000 | 59,752         |
| 1925 | 4,342,060      | 88,169         | 711,085        | 418,004      | 293,081        | 他事業40,220                  | 他事業27,937             | 48,574         |
| 1926 | 4,421,633      | 92,479         | 723,016        | 401,652      | 321,364        | 1,546                         |                          | 38,091         |
| 1927 | 4,579,689      | 87,723         | 642,347        | 347,121      | 295,226        | 11,101                        |                          | 28,093         |
| 1928 | 3,833,910      | 57,182         | 461,159        | 325,239      | 135,920        |                               | 自動車2,601              | 28,613         |

- 鉄道院年報、鉄道院鉄道統計資料、鉄道省鉄道統計資料、鉄道統計資料各年度版

## 主な遺構
- 豆田駅転車台　2011年7月、日田市教育委員会の発掘調査で出土[19] [20]